# Малкин, Виталий Борисович
Вита́лий Бори́сович Ма́лкин (он же Авихур Бен Бар ивр. בן-בר אביחור‎; род. 16 сентября 1952, Первоуральск, Свердловская область) — российско-израильский олигарх, миллиардер, участник «семибанкирщины», государственный и политический деятель, член Совета Федерации — представитель Республики Бурятия (2004—2013).
Бывший президент ОАО «Банк „Российский кредит“» и основной владелец ОАО «Импексбанк». Создатель благотворительного фонда «Эра». С 2013 года живёт в Монако.

## Биография
Вырос в еврейской семье. Отец — Малкин Борис Самойлович — заместитель директора Челябинского трубопрокатного завода, мать — Пятигорская Марианна Давидовна — кандидат медицинских наук. С детства проявлял интерес к математике. Окончил физико-математический лицей № 31 в Челябинске с серебряной медалью, был победителем шахматных олимпиад.
С 1969 по 1975 год — учился в Уральском политехническом институте имени С. М. Кирова на физико-техническом факультете. Окончил с отличием. Во время обучения в институте помимо основных занятий Виталий Малкин посещал лекции по живописи, особенно он интересовался художниками-импрессионистами и Дали. С увлечением читал западных философов — Шопенгауэра, Ницше, Кафку, а также Фрейда.
С 1975 по 1983 год — аспирант Московского института инженеров железнодорожного транспорта (МИИТ). В 1982 году, когда аспирант В. Малкин подрабатывал репетиторством, он познакомился с аспирантом НИИ труда Бидзиной Иванишвилии в конце 1980-х приятели занялись совместным бизнесом. Партнеры заработали первые деньги на перепродаже персональных компьютеров. Все началось с двух ПК, привезённых знакомыми В. Малкина из-за границы. Чуть позже В. Малкин и Б. Иванишвили вошли в число учредителей кооператива «Агропрогресс», организованного аспирантами МИИТ. Фирма «Агропрогресс», строившая теплицы в Наро-Фоминске, была перепрофилирована под более доходный бизнес по торговле электронной техникой.
В 1983 году — защитил диссертацию по метрологии лазерного излучения на тему «Высокочувствительные термомагнитные регистрирующие элементы для систем управления параметрами импульсных лазеров» и получил степень кандидата технических наук.
В 1989 году — работал в НИИ голографических методов контроля при МИИТе младшим, а затем старшим научным сотрудником и заместителем председателя совета молодых учёных МИИТа.
В 1989 году — стал председателем правления банка «Российский кредит».
В 1990 году — стал одним из организаторов банка «Российский кредит». С 1990 по 1993 был председателем совета директоров, с 1991 по 1994 председателем правления, с 1994 по 2000 — президентом банка «Российский кредит».
В 1995 году — вице-президент Российского еврейского конгресса. Организация была создана как благотворительный фонд, целями которого были финансирование деятельности еврейской общины и противостояние антисемитизму. Виталий Малкин вошёл в состав учредителей Конгресса и выступил одним из организаторов Учредительного съезда РЕК в 1996 году, на котором были приняты Устав и Программное заявление организации. Приветствие съезду направил президент РФ Б. Ельцин, выразивший надежду на то, что это событие будет способствовать «развитию диалога культур и веротерпимости, столь необходимых нашей многонациональной России, всему современному миру». На съезде В. Малкин был назначен вице-президентом Российского еврейского конгресса. В. Малкин являлся членом Бюро Президиума РЕК до 2008 года. В Российском еврейском конгрессе В. Малкин являлся председателем Комитета по социальным программам. Известно, что В. Малкин делал щедрые пожертвования на нужды еврейского конгресса.
С 1999 по 2000 год — президент, председатель правления и председатель совета директоров «Импексбанка».
В 2004 году — представитель от исполнительной власти Республики Бурятия в Совете Федерации РФ, повторно назначен в 2007 и 2012 годах.
26 марта 2013 года Малкин подал заявление о досрочном сложении полномочий сенатора, и уже на следующий день Совет Федерации досрочно прекратил полномочия Малкина.

## «Российский кредит»
В. Малкин с Б. Иванишвили решили создать свой собственный банк. Партнеры по «Агропрогрессу» зарегистрировали банк «Российский кредит» летом 1990 года, а уже через полгода банк получил лицензию на проведение операций в иностранной валюте, и стал активно работать с клиентами. В. Малкин был назначен председателем правления (c 1991 по 1994), а в 1994 году он стал президентом банка (до 2000). С 1990 по 2003 год В. Малкин являлся председателем совета директоров.
Роскошный особняк М. А. Морозова на Смоленском бульваре, визитная карточка «Российского кредита», появился значительно позже — и это тоже заслуга В. Малкина. Банк получил здание в длительную аренду благодаря помощи советника председателя Верховного Совета, а потом депутата Госдумы Артура Чилингарова, с которым Виталий Малкин был знаком с 1975 г. Первоначально Верховным Советом планировалось устроить в особняке Морозовых дом приёмов, но денег на реставрацию памятника архитектуры не хватило. Особняк М. А. Морозова был отреставрирован на средства банка. С 1993-го по 1996 год партнёры вложили в реставрацию здания и обустройство нового офиса $6 млн.
Все нити управления банком держал в своих руках Б. Иванишвили, а В. Малкин по большей части выполнял представительские функции. «Я в основном занимался связями „Российского кредита“ с внешним миром», — признает сам В. Малкин. Виталий Малкин мог похвастаться дружбой со многими российскими политиками самого высокого уровня — Михаилом Касьяновым, Алексеем Кудриным, Германом Грефом. «С Малкиным все любили дружить, потому что он никогда ни у кого ничего не просил», — говорил ещё в 2005 году о бывшем партнере Б. Иванишвили.
Когда перед президентскими выборами 1996 года возникла так называемая «семибанкирщина», В. Малкин стал одним из её публичных участников, он ходил на встречи с Борисом Ельциным, в то время как его партнер Б. Иванишвили предпочитал оставаться в тени. В мае 1996 г. от имени президиума координационного совета «Круглого стола бизнеса России» В. Малкин подписал заявление в поддержку избрания Б. Ельцина Президентом РФ на второй срок.
«Российский кредит» сильно пострадал в кризис 1998 года, но в отличие от большинства крупных банков, выжил. В 1998 году партнер Бидзина (Борис) Иванишвили вместе с Виталием Малкиным вошли в капитал Импэксбанка, который стал бридж-банком для организации выплат индивидуальным вкладчикам.
В 1999 году Банк «Российский кредит» стал первым коммерческим банком, который начал выплачивать деньги вкладчикам с целью вернуть все рублёвые вклады и часть валютных. «Российский кредит» был должен вкладчикам около $80 млн. «Мы готовимся к тому, чтобы каждый вкладчик, независимо от того был он в суде или нет, свои деньги получил», — заявил Виталий Малкин в интервью Коммерсанту.
Банк был реструктуризирован и к 2003 году расплатился с кредиторами. В начале 2006 года австрийская группа Raiffeisen купила Импэксбанк за $550 млн, объединив его с Райффайзенбанком. В 2005 году после раздела активов к Малкину перешла миноритарная доля (28,74 %) в Восточно-Сибирской нефтегазовой компании (ВСНК): основным владельцем ВСНК тогда был ЮКОС (70,78 %). В июле 2007 года «Роснефть» выкупила долю ЮКОСа в ВСНК, оценив стоимость всей компании в 1,26 млрд рублей (чуть менее $50 млн), а в 2011 году «Роснефть» выкупила долю у В. Малкина.

## Финансовое состояние
По данным Forbes его финансовое состояние на начало 2012 года составляло более 600 млн долларов США. Виталий Малкин никогда не скрывал своего благосостояния: на протяжении нескольких лет, согласно официальным декларациям, он остаётся самым обеспеченным членом Совета Федерации. При этом, четко следуя букве и духу российского законодательства, он давно отошёл от непосредственного оперативного управления своими активами. Согласно декларации о доходах, поданной чиновником за 2011 год, его доход составил около 1,11 млрд рублей. Подлинность деклараций чиновников в 2012 году была подтверждена комиссией по контролю за достоверностью сведений о доходах и имуществе.
2005 год
- Состояние 800 миллионов долларов
- 57 место в списке 100 богатейших бизнесменов России по версии Forbes.ru

2006 год
- Состояние 800 миллионов долларов
- 58 место в списке 100 богатейших бизнесменов России по версии Forbes.ru
- Доход почти 2 млрд рублей
- Подоходный налог в республиканский бюджет 254 миллиона рублей[20].

2007 год
- Состояние 950 миллионов долларов
- 66 место в списке 100 богатейших бизнесменов России по версии Forbes.ru

2008 год
- Подоходный налог в бюджет поселения Кырен Тункинского района 5 млн. 100 тысяч рублей[21].

2009 год
- Состояние 400 миллионов долларов
- 95 место в списке 100 богатейших бизнесменов России по версии Forbes.ru

2010 год
- Доход 33 миллиона 941 тысяч 637 рублей[22].

2011 год
- Состояние 600 миллионов долларов
- 156 место в списке 100 богатейших бизнесменов России по версии Forbes.
- Доход свыше 1,11 миллиарда рублей

2012 год
- Состояние 600 миллионов долларов
- 163 место в списке 100 богатейших бизнесменов России по версии Forbes.

В рейтинге журнала Forbes «200 богатейших бизнесменов России 2021» занял 179 позицию с состоянием 650 млн долларов США.
Владеет квартирой в жилом небоскребе Тайм-Уорнер-Центр, расположенном в одном из самых престижных и дорогих районов Нью-Йорка, стоимостью 16 млн. долларов. В 2005 году приобрёл более 500 гектаров земли на Корсике. Не всё его имущество было задекларировано надлежащим образом (см. ниже).

## Общественно-политическая деятельность
С 2004 года занимает должность представителя от исполнительной власти Республики Бурятия в Совете Федерации. В мае 1996 года от имени президиума координационного совета «Круглого стола бизнеса России» подписал заявление в поддержку избрания Бориса Ельцина Президентом России на второй срок.
В 1995 году — вице-президент Российского еврейского конгресса.
В 2003 году в рекламной кампании АСК-Агентство Стратегических Коммуникаций, принадлежащей Малкину и ведущей в то время предвыборную кампанию партии Яблоко, прокуратурой был проведён обыск, в результате чего было изъято 700 000 долларов неизвестного происхождения. Из-за этого Малкину грозило уголовное преследование, но происхождение денег не установлено до сих пор.
В 2004 году стал учредителем Благотворительного фонда «Эра».
В 2012 году в составе делегации сенаторов Совета Федерации РФ участвовал в выступлении в Конгрессе США о ходе расследования преступлений, по мнению сенаторов, совершенных Сергеем Магнитским.

### Парламентское расследование по делу о Hermitage Capital Management и смерти Магнитского
В июле 2012 года российская делегация во главе с Виталием Малкиным посетила Вашингтон, где провела ряд встреч с влиятельными американскими конгрессменами и политиками, в том числе с директором Библиотеки конгресса США и с сенатором, кандидатом от республиканцев на выборах президента в 2008 году, Джоном Маккейном. Помимо Малкина, в делегацию вошли сенаторы Валерий Шнякин и Александр Савенков.
Главной задачей, которую ставила перед собой делегация, — предложить американским сенаторам совместно разобраться в реальных обстоятельствах дела и роли каждого из участников в хищении денег из российского бюджета и смерти Магнитского. В рамках предварительного парламентского расследования членами Совета Федерации впервые были получены сведения из всех, вовлечённых в процесс, ведомств: Генпрокуратуры, Налоговой службы, полиции и Следственного комитета.
На основе полученных документов сенаторы составили обобщающую справку, описывающую обстоятельства процесса. Ещё на 32 листах были предоставлены копии следственных документов и подробные схемы вывода денег за границу, которые, по данным следствия, использовали сотрудники инвестиционных компаний. «Эти бесценные материалы никогда и нигде не публиковались» — заверил Виталий Малкин. В ходе расследования выяснилось, что в результате противозаконных действий фонда Hermitage Capital Management и махинаций с налогами из российского бюджета было похищено около 230 млн долларов. Фонд Hermitage, исполнительным директором которого являлся Уильям Феликс Браудер, занимался операциями с ценными бумагами на территории РФ. Созданные У. Браудером организации (ООО «Сатурн Инвестмент», ООО «Дальняя степь», ООО «Махаон», ООО «Парфенион», ООО «Рилэнд») использовали налоговые вычеты, предназначавшиеся для предприятий с работниками-инвалидами, а также документы, дающие право на возмещение налога на прибыль. 24 ноября 2008 года Магнитский был арестован по обвинению в помощи Уильяму Браудеру в уклонении от уплаты налогов. Представленные в расследовании материалы опровергали высказанную Браудером версию о коррупционной афере МВД РФ и обосновывали правомерность ареста Сергея Магнитского.
Российская делегация предложила американской стороне продолжить совместное расследование с целью выяснения реальных обстоятельств смерти Магнитского и пролить свет на факт хищений из государственной казны сотни миллионов долларов долгов по налогам и незаконно выведенных денежных средств. Российские сенаторы убеждены, что борьба за права человека и борьба с экономическими преступлениями, отмыванием денег и коррупцией — один из важнейших приоритетов мирового сообщества, а США может оказать правовую помощь в поиске и поимке преступников, а также в выяснении судьбы российских денег. Как отмечал Малкин в интервью «Голосу Америки»: «…американская сторона здесь не разобралась в сути преступления, которое лежало в основе конфликта». Речь шла о разграничении следствия смерти Сергея Магнитского и расследования деятельности фонда Hermitage.
Действия российской делегации вызвали реакцию у противоположной стороны. В ответ на слова о необходимости дальнейшего следствия в деле о краже российских денег У. Браудер в очередной раз обвинил российские власти в коррупции и начал активно действовать в информационном пространстве США и Канады, заявляя о своей полной невиновности и представляя сенатора В. Малкина преступником. В своих интервью У. Браудер рассказывал о том, что сенатор оклеветал его «убитого друга» — С. Магнитского, защищая российских чиновников, замешанных в коррупции. В своих выступлениях Браудер обвинял Малкина в причастности к делу о продаже оружия в Анголу в 1990-е годы и связями с международной организованной преступностью, повлекших за собой запрет на въезд в Канаду. Браудер настаивал на необходимости принятия Канадой «закона Магнитского» и ужесточении мер относительно людей «совершивших подобные преступления».

## Семья
Родился в еврейской семье. Женат, имеет шестерых детей. Сыновья — Леонид, Даниил, Эилан и Герман. Дочери — Ясмина Антониа и Миша Александра.

## Благотворительная деятельность
В 2004 году Виталием Малкиным был учрежден Благотворительный фонд «Эра». Фонд ведёт работу сразу по нескольким направлениям: это помощь детям («Дети — наше будущее»), поддержка национальной бурятской культуры, поддержка бурятского землячества («Малая Родина»), проект помощи пожилым людям — «Помощь ветеранам», «Культура и спорт», развитие культуры («Наследие»), «Образование и наука».

### «Дети — наше будущее»
В рамках программы «Дети — наше будущее» финансовую помощь фонда получают центры социальной реабилитации детей, дома-интернаты, центры социальной помощи семье и детям, участковые больницы. Под опекой фонда «Эра» — свыше 30 школ, лицеев, детских домов и училищ. В селе Тэгда Хоринского района для детского сада «Белочка» построен современный корпус на 40 мест, проведён капитальный ремонт двух других корпусов и котельной.
Фонд «Эра» ежегодно выделяет финансовые средства на приобретение диагностическое оборудование для детей-инвалидов, специализированного медицинского оборудования для реабилитации детей, на пожертвование на помощь детям, болеющим лейкемией. В 2009 году В. Малкин перечислил 35 тыс.руб. На лечение Ксюши Вандановой.
В 2008 году Виталий Малкин поддержал проведение в республике Года детского чтения «Лучшее — детям Бурятии», выделив средства на открытие в 18 детских районных библиотеках информационных центров детского чтения.

### «Помощь ветеранам»
На средства Фонда «Эра» в республики Бурятии ежегодно оказывается помощь на улучшение жилищных условий ветеранам и их семьям. Виталий Малкин выделил средства на покупку и ремонт более 20 квартир для жён погибших и пострадавших в Чечне полицейских МВД, а также на завершение строительства нового корпуса реабилитационного центра для ветеранов и инвалидов на оз. Байкал.

### «Культура и спорт»
Виталий Малкин уделяет большое внимание развитию и поддержке спортивной жизни в республике. Фонд «Эра» помогает центру олимпийской подготовки физкультурно-спортивного объединения «Юность России». При поддержке Виталия Малкина проводились районные летние сельские спортивные игры Хоринского района, Спартакиада среди инвалидов «Байкал-2007», «Байкальский лыжный марафон» в 2008 и 2009 годах.
В 2006 году — приз для Бурятского национального спортивного фестиваля «Алтаргана», собран призовой фонд для конкурса проектов для народного праздника «Сурхарбан». В рамках празднования 350-летия добровольного вхождения Бурятии в состав Российского государства Виталий Малкин Футбольное поле в подарок жителям Бурятии преподнес жителям Бурятии подарок в виде искусственного травяного футбольного покрытия для Центрального стадиона в г. Улан-Удэ, общей стоимостью более 10 миллионов рублей.
По инициативе Виталия Малкина началось строительство крупнейшего в Бурятии физкультурно-оздоровительного комплекса, официальное открытие которого состоялось в начале 2012 года. «Бассейн, лукодром, борцовский зал, татами, баскетбольная площадка, зал, где можно проводить соревнования по 16 видам спорта. Подобного спортивного сооружения никогда не было не только в республике, но и в мире», — отметил глава республики В. Наговицын.

### «Наследие»
Фонд «Эра» играл ведущую роль в реконструкции и ремонте различных культурных объектов в Бурятии, например, Оперного театра, Русского драматического театра. В селе Тэгда Хоринского района, где прописансенатор, не только построен новый корпус, но и проведен капитальный ремонт зданий районного дома культуры, центральной библиотеки, администрации района.
В 2009 году Виталием Малкиным были выделены финансовые средства на восстановление Спасо-Преображенской церкви в Баргузинском районе. А в 2011 году была оказана благотворительная помощь Подворью Патриарха Московского и всея Руси — храму-часовне Трех Святителей (Московская область).

### «Малая родина»
В рамках направления «Малая родина» Фонд «Эра» организует Грантовые конкурсы проектов, поддерживающие инициативы сельских, городских поселений, муниципальных учреждений образования, культуры, здравоохранения. За 2008—2010 гг. Гранты от Фона «Эра» получили больше 25 организаций на сумму от 100 до 500 тыс. руб. На полученные средства грантополучатели реализовали проекты, направленные на возрождение народных ремесел, организацию этнокультурных экспедиций, изучение истории и географии своего родного края, очистку водоемов, озеленение населенных пунктов, а также проекты, направленные на трудоустройство безработных и инвалидов. Виталий Малкин оказывает и постоянную поддержку мероприятий бурятского землячества, направленных на сохранение национальной культуры, традиций и обычаев народов Республики Бурятия. Ежегодно В. Малкин участвует в организации главного бурятского праздника Сагаалган в Москве.

### «Образование и наука»
В Республиканский год чтения (2006 г.) и в ознаменование 125-летнего юбилея Национальной библиотеки Виталий Малкин выделил библиотеке финансовые средства в размере более 1 миллиона рублей на капитальный ремонт отделов редких и ценных книг и сельскохозяйственной и технической литературы и модернизацию Интернет-центра.
На средства Фонда «Эра» в 2009 г. в трёх библиотеках Бурятии созданы «Клубы юного журналиста», приобретено оборудование для работы Клубов. При поддержке и финансовой помощи Виталия Малкина в 2009 году проведена региональная научно-практическая конференция «Историко-культурное, природное наследие Республики Бурятия» (на проведение которой Фонд «Эра» выделил более 2 миллионов рублей), Байкальский молодёжный форум «Здоровая молодёжь — будущее России», учрежден призовой фонд республиканского конкурса «Лучший молодой учёный Бурятии» в 2009 и 2011 гг., а также призовой фонд республиканского конкурса научных работ по темам «Институт семьи и брака в буддизме», «Кризис традиционной модели семьи в современном обществе».
В 2011 году Фонд «Эра» поддержал проведение Республиканского конкурса среди журналистов «Россия-Бурятия : 350 лет вместе». В 2013 году благодаря поддержке Виталия Малкина был предоставлен доступ в интернет для всех жителей Хоринского района. В каждой библиотеке района были открыты центры общественного доступа (ЦОД), оборудованные современными компьютерами и оргтехникой.

### Международное сотрудничество
Уникальная составляющая работы фонда «Эра» — международное сотрудничество. Начиная с 2009 года молодые специалисты из Бурятии — учёные, преподаватели, работники сельского хозяйства и экотуризма, деятели культуры, журналисты, врачи — ежегодно проходят стажировку в США в рамках российско-американской программы «Открытый мир». Программа профессионального обмена «Открытый мир» существует уже более 12 лет при Библиотеке Конгресса США. На протяжении четырёх лет Виталий Малкин как сенатор, представляющий Республику Бурятия, поддерживает и софинансирует программу для молодых специалистов из своей республики. За время сотрудничества более 150 молодых учёных и специалистов завязали долгосрочные партнёрские отношения с представителями ведущих институтов США. Полученные ими навыки и практический опыт с успехом применяются сегодня в Бурятии. Летом 2012 года Виталий Малкин и директор центра «Открытый мир» подписали меморандум о продлении партнёрства ещё на четыре года.
В 2010 году Виталий Малкин организовал и провел презентацию Республики Бурятия в Библиотеке Конгресса США, в которой приняли участие российские и американские сенаторы. Фонд «Эра» передал в дар Библиотеке Конгресса США более 350 книг о Республике Бурятия, о бурятском буддизме и шаманизме, а также книги, фотоальбомы, видеофильмы и карты, посвященные геологии, флоре и фауне, экологическому состоянию озера Байкал.

### «Тот, кто даёт деньги…»
За время деятельности Благотворительный фонд «Эра» потратил свыше 300 миллионов рублей на поддержку более 170 социальных организаций — учреждений культуры, здравоохранения и образования, детских домов, спортивных школ и клубов, ветеранов, малоимущих семей.
«Образованные и богатые люди ведут здоровый образ жизни, никаких излишеств, индивидуальные потребности у них достаточно ограниченные. И потом, есть такая совершенно нормальная тенденция — сначала люди зарабатывают деньги, берут от общества, а потом начинают обществу отдавать и это приносит большое моральное удовлетворение. Смысл зарабатывания денег — в умении ими правильно распорядиться, появляются возможности реализовать себя как личность. Вот у меня деньги есть, и я собираюсь построить в республике большой спортивный комплекс, который порадует граждан и, значит, принесет удовольствие и мне. Есть такая теория, что тот, кто даёт деньги, радуется даже больше, чем тот, кто их получает», — говорил В. Малкин о своей благотворительной деятельности.

## Критика
Блогер Алексей Навальный 14 марта 2013 года опубликовал в своём блоге разоблачительный пост о сенаторе Малкине. Политик предоставил электронные копии документов, указывающих, что сенатор имеет израильское гражданство, владеет бизнесом в Канаде, а также просил канадские власти выдать ему вид на жительство. Все перечисленное членам Совета Федерации РФ запрещено законодательно. Разоблачительные публикации появились также в газете Московский комсомолец и в блоге Андрея Мальгина на сайте Эхо Москвы.
Навальный отправил заявления по поводу изложенного в правохранительные органы и Совет Федерации. Оппозиционер потребовал от руководства Совета Федерации лишить Малкина статуса сенатора, поскольку российские законы запрещают сенаторам заниматься бизнесом. Также он попросил ФСБ провести проверку в отношении сенатора и выяснить, не нарушил ли он уголовный кодекс.
Совет Федерации отказался рассматривать документ от Алексея Навального, сославшись на то, что там будут рассматривать заявления только от силовых и налоговых служб, политических партий, общественных объединений, общероссийских СМИ или Общественной палаты, но не рядовых россиян. После этого газета «Московский комсомолец» передала в Совет Федерации РФ официальный запрос с требованием проверить информацию о наличии двойного гражданства у сенатора Виталия Малкина.
Председатель верхней палаты парламента Валентина Матвиенко заявила о том, что при доказательствах двойного гражданства Виталий Малкин будет отозван с должности сенатора.
26 марта 2013 года Малкин написал заявление о досрочном сложении с себя полномочий члена Совета Федерации. Заявление о сложении полномочий поступило 25 марта, за день до заседания комиссии по доходам, которая должна была обсудить декларацию Малкина. Просьбу своего коллеги сенаторы должны были рассмотреть 27 марта, однако из-за его добровольной отставки комиссия приняла решение «прекратить проверку» фактов, изложенных в запросе «МК».
Сенатор предположил, что «травлю» могли организовать иностранные граждане, которых он «попросил управлять бизнесом, когда стал членом СФ», или фонд Hermitage Capital Management.

### Незадекларированная собственность
Малкин скрыл факт владения квартирой на Манхэттэне (Нью-Йорк) стоимостью 16 млн долларов США, не указав её в декларации: из иностранных активов указан только жилой дом его жены общей площадью 2198 м² в Италии. По словам Малкина, квартира на Манхэттене принадлежит трасту, одним из владельцев которого является его несовершеннолетний сын Элиан.

### Гражданство Израиля
14 марта 2013 года Алексей Навальный привёл копию заполненной Виталием Малкиным иммиграционной анкеты с просьбой предоставить вид на жительство в Канаде, где Малкин указывает, что он гражданин России и Израиля — данное обстоятельство является нарушением закона о статусе члена Совета Федерации. Согласно пункту 3 статьи 1 главы 1 Федерального закона «О статусе члена Совета Федерации и статусе депутата Государственной Думы Федерального Собрания Российской Федерации» Членом Совета Федерации не может быть гражданин Российской Федерации, имеющий гражданство иностранного государства либо вид на жительство или иной документ, подтверждающий право на постоянное проживание гражданина Российской Федерации на территории иностранного государства.
По словам представителя Малкина, тот отказался от гражданства Израиля в 2007 году.
25 марта 2013 года вице-спикер Совет Федерации Юрий Воробьёв сообщил, что Совет Федерации получил документы, доказывающие наличие двойного гражданства у Виталия Малкина и недвижимости в Канаде и США.

### Вид на жительство в Канаде
С 1994 года безуспешно пытался получить гражданство и вид на жительство Канады. Последняя попытка была в 2009 году, тогда Правительство Канады отказало во въезде Виталию Малкину из-за подозрений о связях с организованной преступностью, отмывании денег и контрабанде ангольских алмазов.
В начале 1990-х (1994 г.) В. Малкин подал документы в Иммиграционную службу Канады (где проживали его бывшая жена и старший сын) на долгосрочную бизнес-визу для иностранных предпринимателей. В Канаде он планировал создать предприятие для поставок в Россию и страны бывшего СССР компьютеров, программного обеспечения и мебели, также В. Малкиным была приобретена коммерческая недвижимость в центре Торонто. Но в декабре 1997 года В. Малкину было отказано в визе в связи с подозрением в связях с организованной преступностью (сначала речь шла о преступных группировках в России, а затем и об участии В. Малкина в международной организованной преступности).
После ухода в большую политику В. Малкин отказался от руководства своими активами, в числе этих активов была и вышеуказанная недвижимость в Торонто. Она перешла в управление его доверенным лицам — Марине и Михаилу Бульманам, которых В. Малкин сделал своими партнерами в Канаде.
Только в 2007 году В. Малкин заподозрил своих деловых партнёров, управлявших его активами в Канаде, в мошенничестве, провел собственное расследование и подал в суд. Выяснилось, что данные партнёры в течение многих лет предоставили ложные сведения о связях Малкина с организованной преступностью, тем самым блокируя его въезд в Канаду, а также инициировали серию статей в Канаде и Европе, порочащих имя бизнесмена и обвиняющих его в связях с А. Гайдмаком и продаже оружия Анголе.
Суд в Швейцарии постановил об отсутствии вины в действиях Виталия Малкина, связанных с реструктуризацией долга Анголы. Несмотря на отсутствие доказательств причастности и каких-либо официально выдвинутых обвинений, в визе В. Малкину по-прежнему отказывали. Бульманам удалось установить связь с Канадской службой безопасности и разведки (CSIS) и Королевской канадской конной полиции (RCMP), что и привело к запрету на въезд в Канаду. Пока въезд в Канаду для В. Малкина был заблокирован, Марина Бульман организовала продажу его квартиры в Торонто самой себе, получив при этом немалую прибыль.
Виталий Малкин всегда отрицал и отрицает свою причастность к продаже оружия в Анголе Аркадием Гайдмаком и Пьером Фальконе, несмотря на то, что французский суд снял с них обвинения. В настоящий момент по всем случаям мошенничества и хищений идут судебные разбирательства. В ноябре 2012 года Виталий Малкин наконец посетил с частным визитом Канаду. В ходе этой поездки он провел ряд встреч с общественными, культурными и еврейскими организациями Канады.

### Недвижимость на Корсике
В начале 2000-х гражданин Люксембурга по имени Пьер Гротц предложил Виталию Малкину свои услуги в управлении его финансовыми активами и инвестициями за рубежом. П. Гротц представился родственником министра юстиции (в настоящее время (2023 год) — премьер-министр) Люксембурга Люка Фридена. До 2008 года Гротц был доверенным лицом В. Малкина и даже возглавлял его офис в Люксембурге. За время своей работы Пьер Гротц заключал сомнительные контракты и занимался хищением денежных средств, принадлежащих бизнесмену.
В 2005 году Малкин по совету своего доверенного лица Пьера Гротца приобрел под застройку земли на юге Корсики (Франция, коммуна города Бонифачо). В сговоре с бизнесменом Жаном-Ноелем Марселлези, который выступил представителем владельцев земли, он устроил сделку по продаже, причем земли были проданы русскому бизнесмену по цене, во много раз превышающей её реальную стоимость (Малкин заплатил 29 млн евро, в то время как она оценивалась лишь в 2 млн).
Малкин потратил 18,6 миллионов евро на покупку 500 гектаров земли на французском острове Корсика, намереваясь построить там отели и роскошные виллы. Когда сделка была уже совершена, выяснилось, что эти земли не подлежат застройке.
Виталий Малкин, обнаружив мошенничество, вынужден был подать в суд на корсиканского застройщика, продавшего ему земли на юге Корсики, и на доверенное лицо Пьера Гроца. В настоящее время по факту хищений ведётся уголовное дело и гражданское дело во Франции.

### Компании в Люксембурге
В Люксембурге Малкину и его жене принадлежат три компании — ZIGLIONE PARTICIPATIONS LUXEMBOURG S.A. (вложен капитал 2.000.000 евро, именно эта компания купила отель Касадельмар на корсиканском побережье за 9 миллионов евро), CINQUANTENEUF S.A. (вложен 1 миллион евро) и PARIS BOULOGNE PARTICIPATIONS LUXEMBOURG S.A. (вложено 700.000 евро).

### Бизнес и недвижимость во Флориде
Несмотря на сенаторский статус с 2004 года, Виталий Малкин владел компанией Worcester Enterprises USA Inc, зарегистрированной во Флориде в 1994 году и продолжавшей коммерческую деятельность до апреля 2010 года. Через эту компанию в 1994 году им была куплена квартира во Флориде стоимостью $1.680.000, проданная в 2009 году за $2.490.000 и не отражённая в декларации.
На имя сына Малкина зарегистрирована компания ESTHER HOLDINGS USA, INC., которая занималась коммерческой деятельностью как минимум по 2011 год. Компания зарегистрирована на имя сына В. Малкина, однако фактическим владельцем был отец — от имени компании в 2009 году им был подписан документ продажи квартиры за $2.937.500.

## Увлечения
Ведёт активный образ жизни: увлекается спортом (сноубордом, теннисом), интересуется философией. Является автором более сорока публикаций и двадцати авторских свидетельств, имеет звание кандидата технических наук. Мечтал написать книгу и к 2023 году выпустил ряд книг и эссе о религии, начиная с Dangerous Illusions в 2018 году.
По словам друзей и коллег, отличается открытостью, искренностью и демократичностью. Сам Виталий Малкин признаётся в том же: «… я дико устаю от охраны, белой рубашки и галстука. Самое большое удовольствие — взять в Rent a car небольшую мощную машину и погонять там (за границей) в джинсах и футболке. Не люблю, знаете ли, помпезных встреч в аэропортах и чиновников из представительств».

## Награды
- Благодарность Президента Российской Федерации (25 июля 1996) — за активное участие в организации и проведении выборной кампании Президента Российской Федерации в 1996 году[77].